# Слобода (приток Алазеи)
Слобода́ (также Солобода) — река в России, протекающая по Среднеколымскому улусу Якутии. Правый приток реки Алазея (бассейн Восточно-Сибирского моря). Длина реки составляет 168 км. Площадь водосборного бассейна — 4010 км².
Река вытекает из озера Кальтатана на Колымской низменности на высоте 31 метр над уровнем моря. Река очень активно меандрирует, петляя между многочисленными озёрами и принимая из них сток. В ландшафте преобладает лесотундра с доминирующей лиственницей. Впадает в Алазею в 725 км от её устья по правому берегу на высоте менее 15 м над уровнем моря. Ширина в нижнем течении — 16-25 м при глубине 1-1,5 м; скорость течения в низовьях составляет 0,3 м/с. Населённых пунктов на реке нет. Основные притоки: Сян, Унарба-Сяне и Алим-Сяне.

## Данные водного реестра
По данным государственного водного реестра России и геоинформационной системы водохозяйственного районирования территории РФ, подготовленной Федеральным агентством водных ресурсов:
- Бассейновый округ — Ленский
- Речной бассейн — Алазея
- Речной подбассейн — нет
- Водохозяйственный участок — Реки бассейна Восточно-Сибирского моря (включая реку Алазея) от границы бассейна реки Индигирка на западе до границы бассейна реки Колыма на востоке
- Код водного объекта — 18060000112117700072198